# 崂山

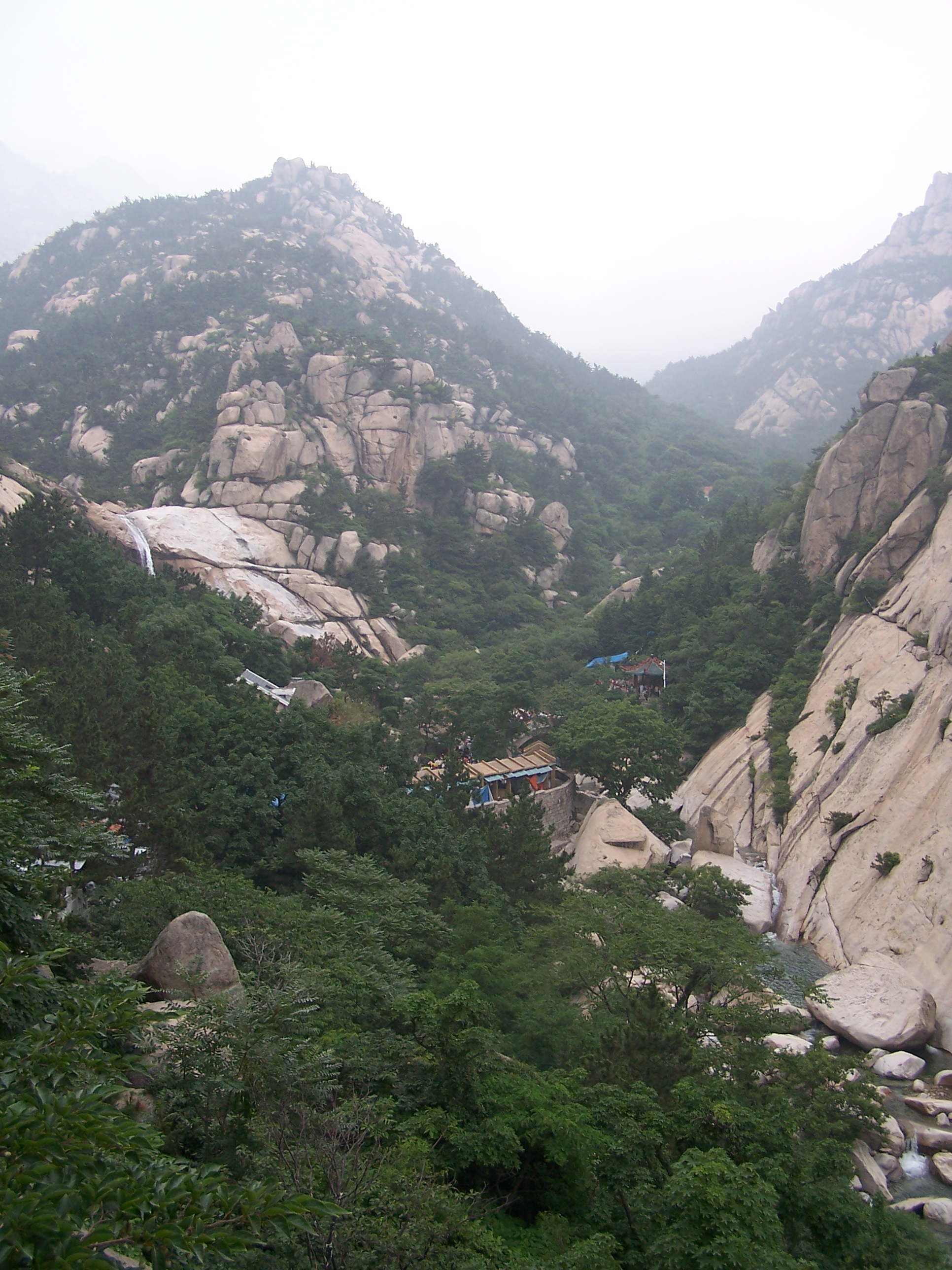
崂山

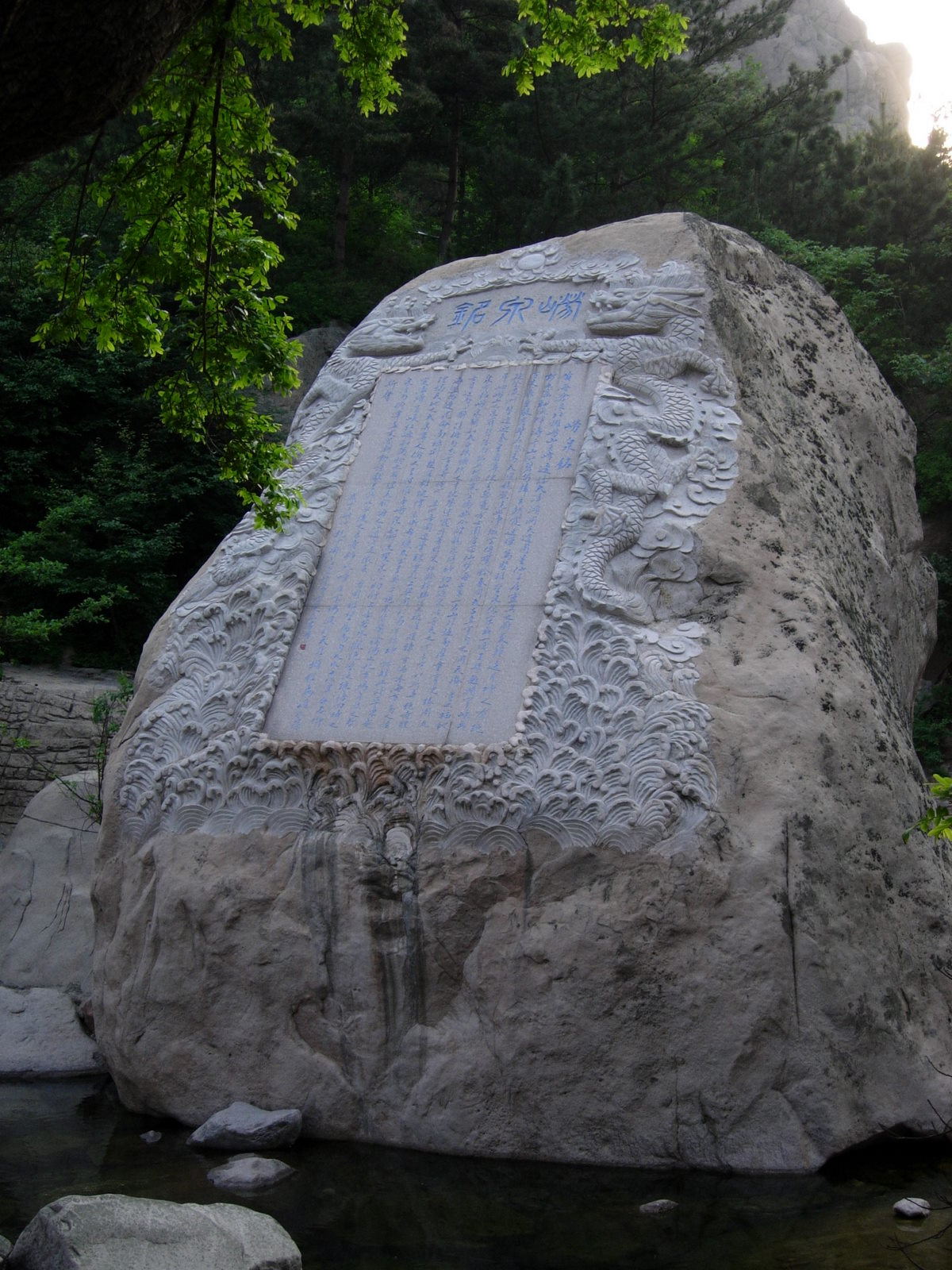
崂泉铭

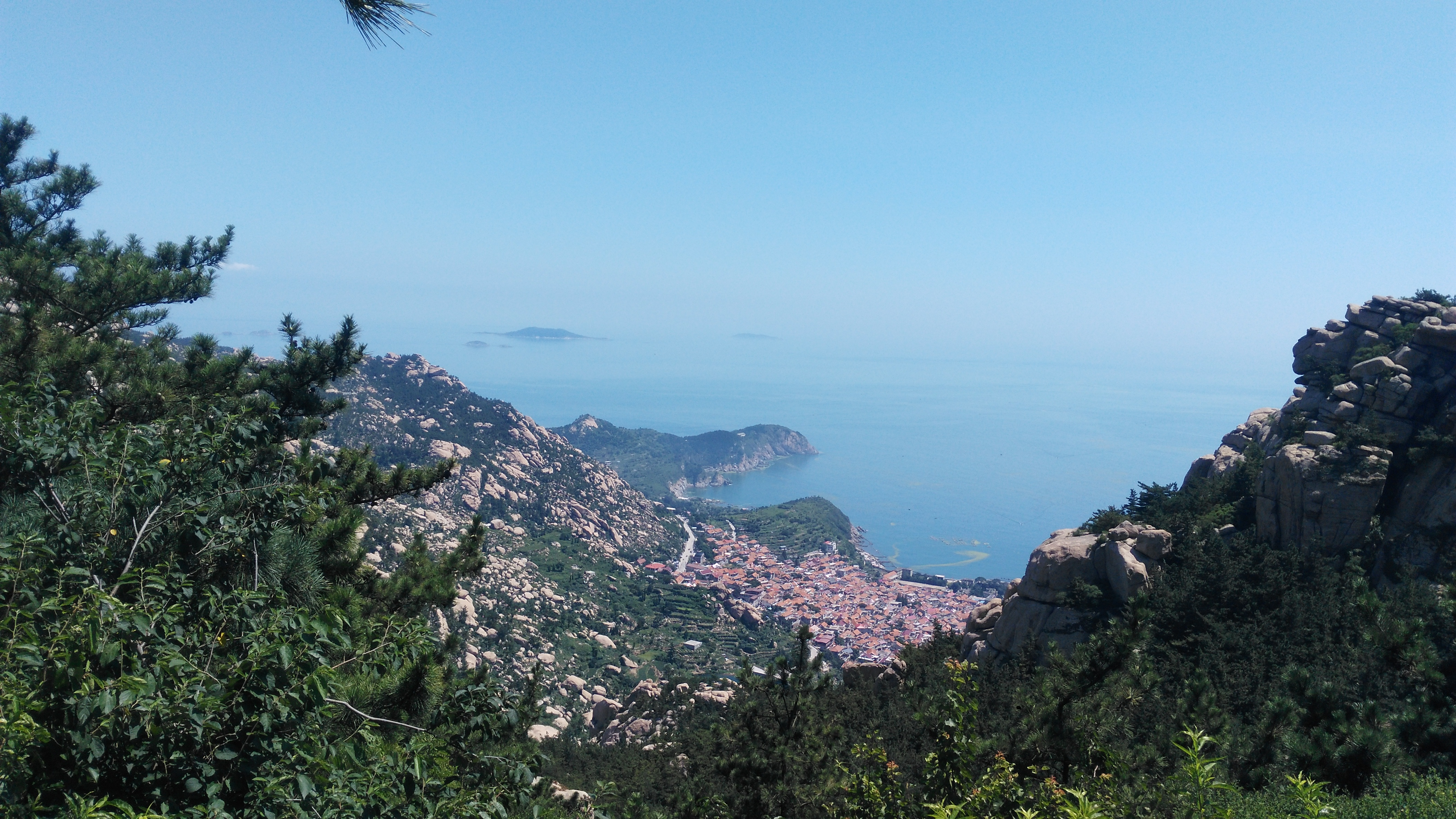
崂山脚下的村庄

崂山，古稱勞山、牢山，是位於中华人民共和国山东省青岛市，黄海之滨的山，主峰巨峰（崂顶）海拔1132.7米，为山东省第三高峰。1982年被国务院設為中国名胜景区之一。其上道教宫观太清宫1983年获称道教全国重点宫观。
由崂山风景区管委会负责管理，其下的崂山国家森林公园与崂山林场为一套班子两块牌子。

## 登山活动
崂山历史悠久，距离市区距离远近适中，小路众多，因此在官方开辟的旅游景区外，民间登山活动也很活跃。每到周末就会有大量的户外运动爱好者来到崂山进行登山、野营等活动。他们有些是自发的，也有些通过网络论坛或是俱乐部的形式来组织活动。比较著名的俱乐部活动有动力巅峰的“走遍崂山”活动（一般每周举行）。
在齐鲁大地有“泰山虽云高，不如东海崂”的说法，足见崂山之盛名。
常见的登山线路有：
- 大河东-茶涧-德国王子沐浴处-椒林-黑风口-清凉河-北九水
- 大河东-盘山公路-巨峰入口-入口南侧山脉-绕过收费站-崂顶（途中有很多驴友开发的小路，比较有挑战性的一个路线）
- 流清河-八水河（途中有一颗千年银杏）

## 旅游路线

### 陆路
- 南线（“巨峰”、“太清”景区）
- 东线（“仰口”、“华严”、“垭口”景区）
- 中线（“九水”景区）

## 历史名人
崂山地处中原东部，在齐鲁文化大地，而山海连接，很早就被人注意到，在古已经出名。所以与之相关的历史文化名人也很多。

### 蒲松龄
明末清初淄川人，著名小说家蒲松龄曾经多次游览崂山，为崂山写文做诗，并在他的志怪体小说聊斋志异中写了两篇关于崂山的短篇小说：崂山道士、香玉。而香玉的主人公之一绛雪就是崂山太清宫三官殿园内东侧的耐冬树（又名山茶、曼陀罗、玉茗），树龄已有500多年。故事中耐冬、牡丹的动人故事也随聊斋志异而广为留传。小说中的另一主人公香玉为耐冬旁的一株牡丹花，但“白牡丹已经憔悴而死”，只剩绛雪流芳在崂山。

### 丘处机
全真教第五任掌教，全真七真之一，龙门派的祖师。曾经三次上崂山传教布道，并在崂上留有多处石刻。上清宫有丘处机衣冠冢。

### 康有为
康有为1927年病逝于青岛，死后葬于崂山枣儿山西麓。

## 宗教
崂山分布有佛教和道教两派宗教，而以道教为盛。目前崂山道教以全真教为主流。

### 道教
春秋时期已有方士在崂山修身养生。到西汉时期，张廉夫到崂山授徒布道，奠定了崂山道教的基础。从西汉到五代，崂山分布有太平道和天师道，宗派主要为楼观教团、灵宝派、上清派。宋代崂山道士刘若拙的华盖派为盛。金元时期，是崂山道教的兴盛时期，全真教这一时期在崂山大兴。太清宫为全真第二大丛林。
崂山分布的道观有"九宫、八观、七十二庵"之称，可见其道教的影响力。目前崂山还存在道观有太清宫、上清宫、明霞洞、太平宫、通真宫、华楼宫、蔚竹庵、白云洞、明道观、关帝庙、百福庵、大崂观和太和观。2013年5月，崂山道教建筑群列入第七批全国重点文物保护单位。

### 佛教
佛教在崂山的影响力远不及道教，明朝万历年间，憨山大師曾在此建海印寺。到现在残存的寺院也只有法海寺和华严寺被列为青岛市文物保护单位保护起来。

## 延伸阅读
[在维基数据编辑]
 《欽定古今圖書集成·方輿彙編·山川典·勞山部》，出自陈梦雷《古今圖書集成》

## 外部連結
- 青岛崂山 （页面存档备份，存于）
- 大河东至北九水地图